# Церковь Сан-Доменико (Сан-Миниато)
Церковь Сан-Доменико (итал. La chiesa di San Domenico) — римско-католическая церковь, расположенная в коммуне Сан-Миниато итальянской провинции Пиза в области Тоскана.

## История и архитектура
Церковь построена на основе существовавших ранее конструкций в 1330 году, однако фасад так и не был завершён, за исключением портала с выступами и архитравом.
Внутри храм имеет один неф с боковыми капеллами, которые были закрыты в XVIII веке, за исключением тех, что находятся в пресвитерии. На стенах сохранились фрески, в том числе «Истории святого Доминика», написанные Антоном Доменико Бамберини при участии художников XVIII века из Лукки, и «Перенесение святого Иакова» на правом контрфасаде церкви.
В пресвитерии справа расположена Капелла Самминиати с алтарным образом Мадонны с Младенцем и четырьмя святыми в пределле работы флорентийского живописца Доменико ди Микелино. Слева находится гробница известного медика Джованни Челлини, построенная после 1460 года (впоследствии перестроенная), её приписывают работе Бернардо Росселлино.
Далее следует капелла Армалиони: на колонне у входа находится фреска с изображением Святого Лаврентия работы Франческо д’Антонио, датируемая примерно 1430 годом. Внутри капеллы находится цикл фресок конца XIV века, изображающих сцены из жизни Девы Марии, приписываемых кругу Никколо Джерини; на алтаре: Мадонна с Младенцем, святыми и покровителями, алтарная картина школы Боттичелли, приписываемая Мастеру Сан-Миниато; пределла с пятью историями святого Иоанна Крестителя более старая и приписывается Мариотто ди Нардо. В главном алтаре находится деревянное распятие XVI века.
Среди других работ, которые можно увидеть в церкви, — «Епископ Святой Ансельм» из мастерской Мазолино да Паникале и «Молящийся Святой Гиацинт» работы Якопо Лигоцци.
В крипте церкви расположена капелла Святой Урсулы: здесь приговорённые к смерти получали последнее духовное утешение. В крипте и соседних помещениях также сохранились фрески конца XIV века.

## Галерея

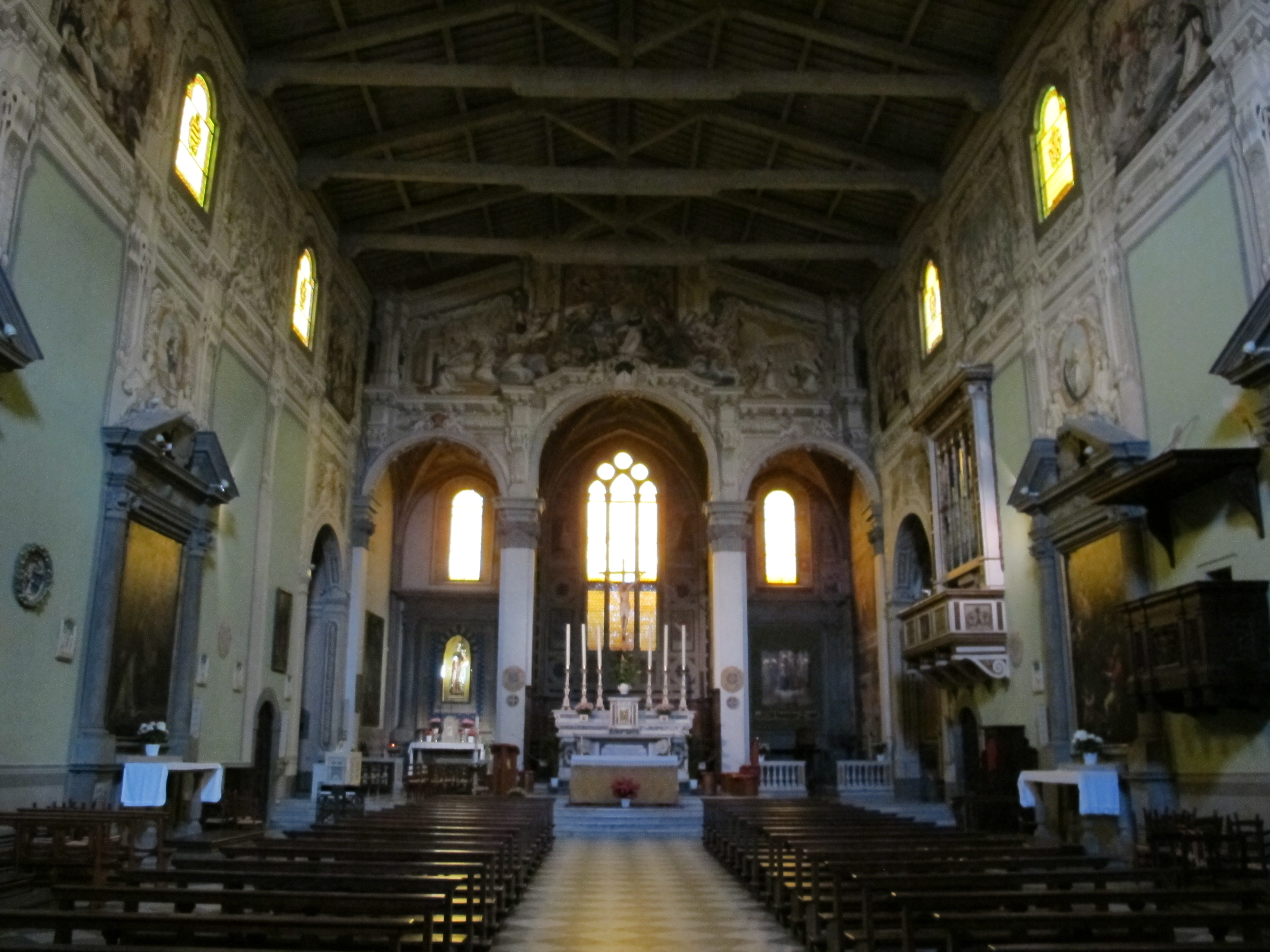
Интерьер церкви
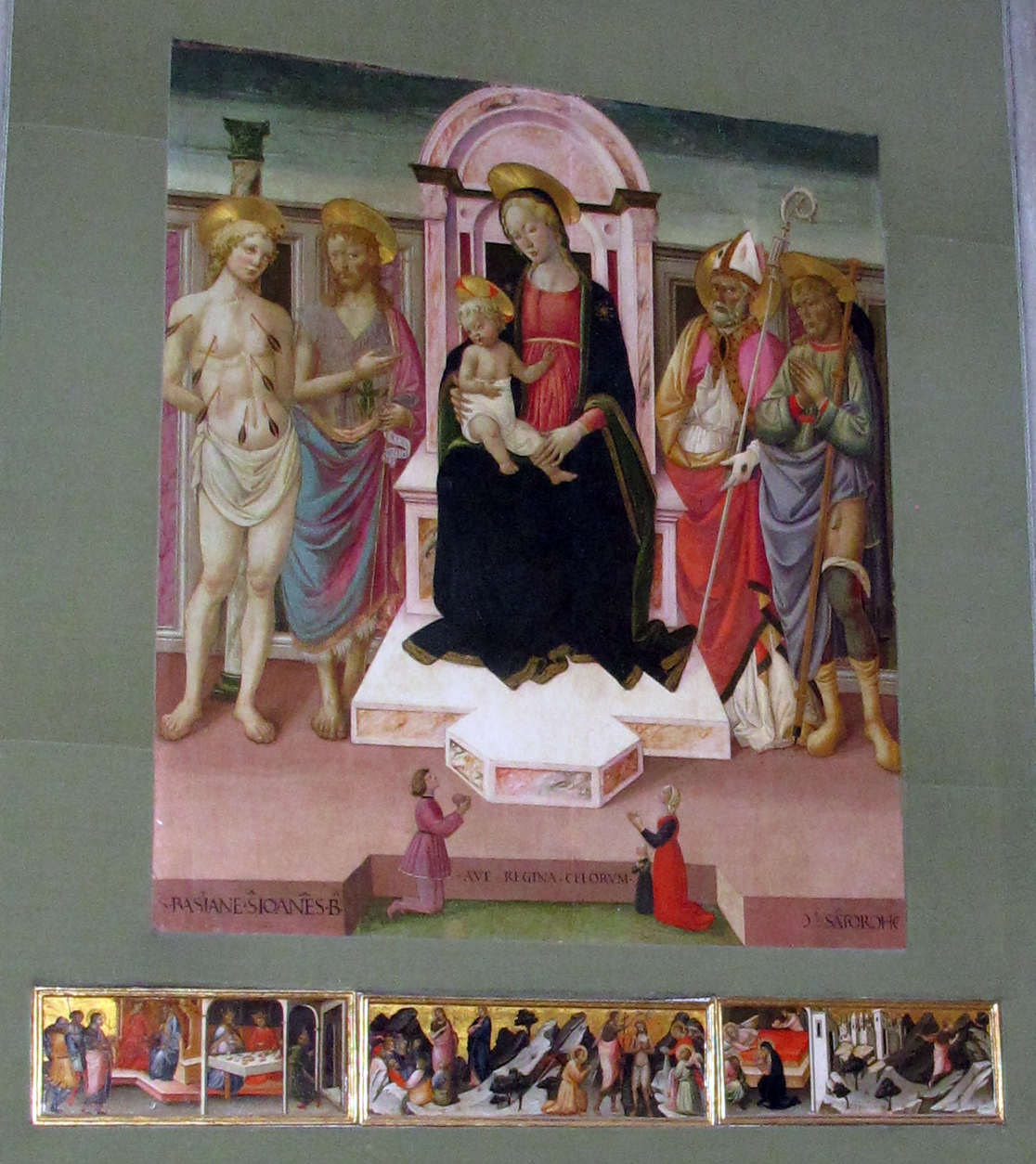
Алтарь «Мадонна со святыми». Мастер Сан-Миниато. Реконструкция
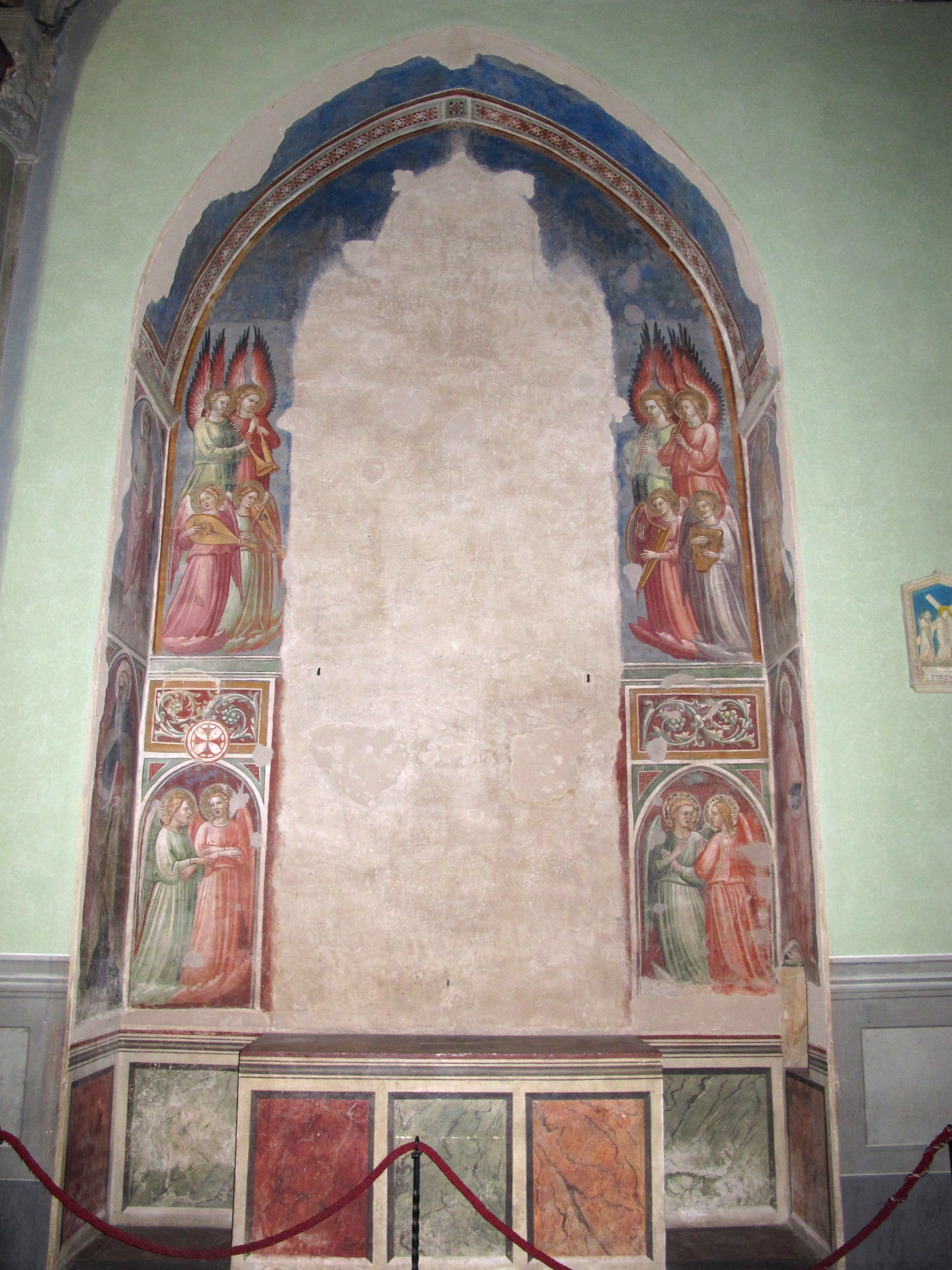
Липпо д'Андреа. Музицирующие ангелы
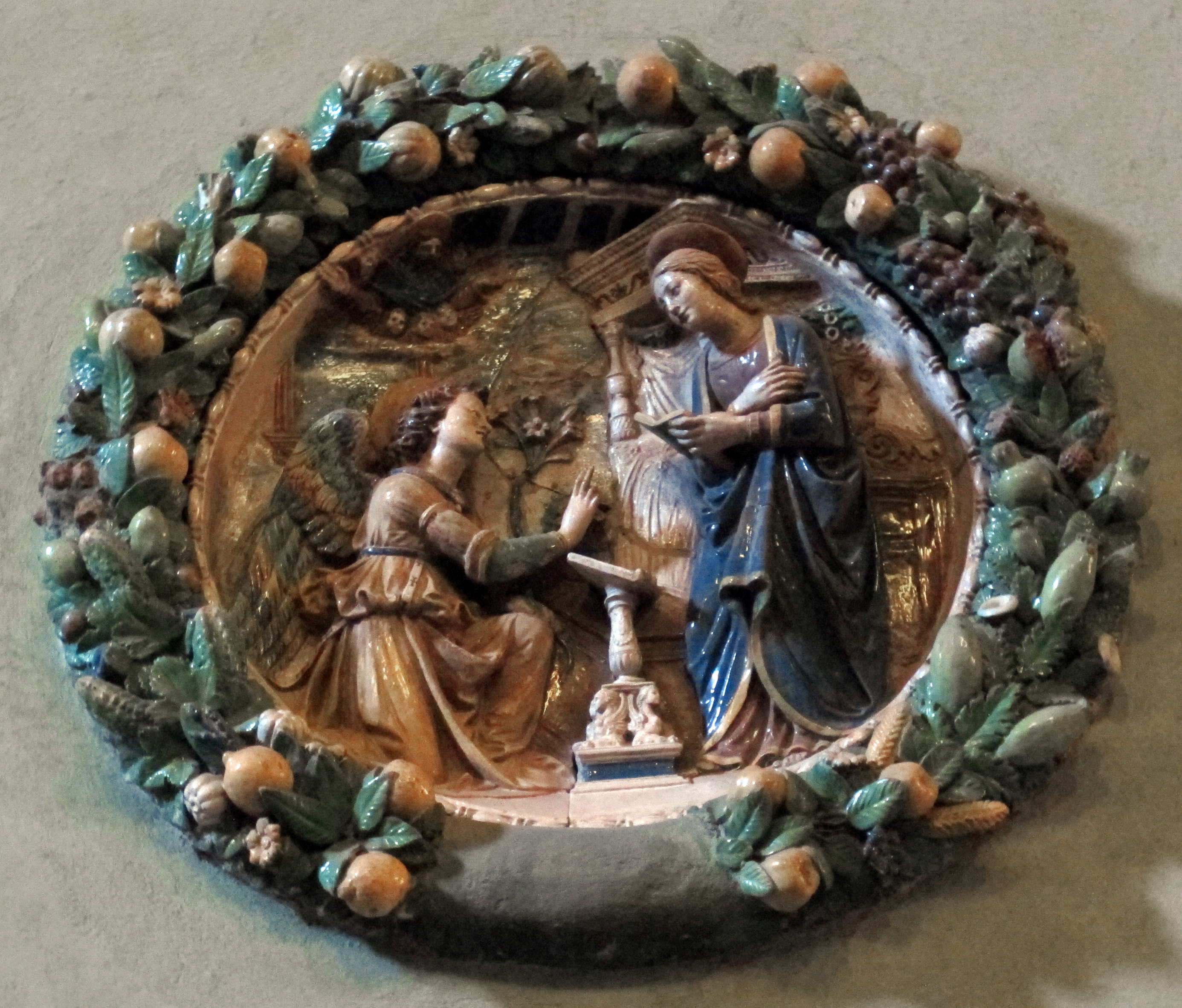
Благовещение. Тондо Джованни делла Роббиа. Майолика
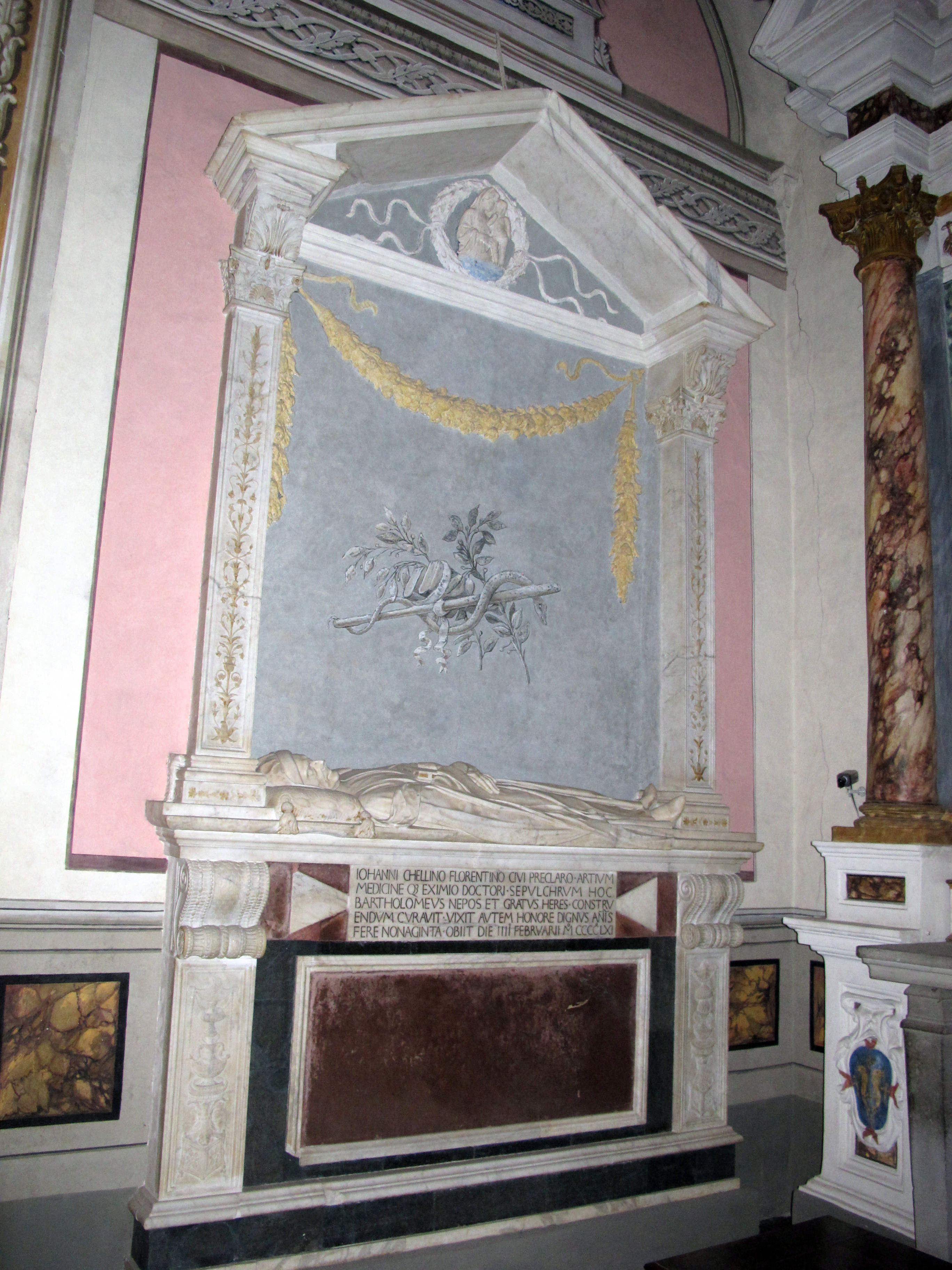
Б. Росселлино. Монумент Джованни Челлини